# Списак гостујућих улога Даунтонске опатије
Даунтонска опатија (енгл. Downton Abbey) је британска драмска ТВ серија снимана и емитована од 2010. до 2015. године.
Списак гостујућих (и епизодних улога):

## Епизодне улоге
| Actor                 | Character                                                                                      | Series          | Series          | Series          | Series          | Series          | Series          |
| Actor                 | Character                                                                                      | 1               | 2               | 3               | 4               | 5               | 6               |
| --------------------- | ---------------------------------------------------------------------------------------------- | --------------- | --------------- | --------------- | --------------- | --------------- | --------------- |
| Andrew Alexander      | Sir John Bullock                                                                               | Не појављује се | Не појављује се | Не појављује се | Повратна        | Не појављује се | Не појављује се |
| Matt Barber           | The Hon. Ephraim Atticus Aldridge                                                              | Не појављује се | Не појављује се | Не појављује се | Не појављује се | Recurring       | Гост            |
| Robert Bathurst       | Sir Anthony Strallan                                                                           | Recurring       | Guest           | Recurring       | Не појављује се | Не појављује се | Не појављује се |
| Neil Bell             | Durrant                                                                                        | Не појављује се | Не појављује се | Recurring       | Не појављује се | Не појављује се | Не појављује се |
| Antonia Bernath       | Laura Edmunds                                                                                  | Не појављује се | Не појављује се | Не појављује се | Не појављује се | Не појављује се | Recurring       |
| Samantha Bond         | Lady Rosamund Painswick, née Crawley                                                           | Guest           | Recurring       | Guest           | Recurring       | Recurring       | Recurring       |
| Zoe Boyle             | Lavinia Swire                                                                                  | Не појављује се | Recurring       | Не појављује се | Не појављује се | Не појављује се | Не појављује се |
| Patrick Brennan       | Mr Dawes                                                                                       | Не појављује се | Не појављује се | Не појављује се | Не појављује се | Guest           | Recurring       |
| MyAnna Buring         | Edna Braithwaite                                                                               | Не појављује се | Не појављује се | Guest           | Recurring       | Не појављује се | Не појављује се |
| Clare Calbraith       | Jane Moorsum                                                                                   | Не појављује се | Recurring       | Не појављује се | Не појављује се | Не појављује се | Не појављује се |
| Gary Carr             | Jack Ross                                                                                      | Не појављује се | Не појављује се | Не појављује се | Recurring       | Не појављује се | Не појављује се |
| Michael Cochrane      | Reverend Albert Travis                                                                         | Не појављује се | Recurring       | Recurring       | Не појављује се | Не појављује се | Recurring       |
| Paul Copley           | Mr Mason                                                                                       | Не појављује се | Recurring       | Recurring       | Guest           | Recurring       | Recurring       |
| Jonathan Coy          | George Murray                                                                                  | Guest           | Guest           | Recurring       | Не појављује се | Guest           | Не појављује се |
| Michael Culkin        | Archbishop of York                                                                             | Не појављује се | Не појављује се | Recurring       | Не појављује се | Не појављује се | Не појављује се |
| Joanna David          | Duchess of Yeovil                                                                              | Не појављује се | Не појављује се | Не појављује се | Recurring       | Не појављује се | Не појављује се |
| Penny Downie          | Rachel Aldridge, Lady Sinderby                                                                 | Не појављује се | Не појављује се | Не појављује се | Не појављује се | Recurring       | Не појављује се |
| Maria Doyle Kennedy   | Vera Bates                                                                                     | Не појављује се | Recurring       | Не појављује се | Не појављује се | Не појављује се | Не појављује се |
| Sebastian Dunn        | Charles "Charlie" Rogers                                                                       | Не појављује се | Не појављује се | Не појављује се | Не појављује се | Guest           | Recurring       |
| Charles Edwards       | Michael Gregson                                                                                | Не појављује се | Не појављује се | Recurring       | Recurring       | Не појављује се | Не појављује се |
| Peter Egan            | Hugh "Shrimpie" MacClare, Marquess of Flintshire                                               | Не појављује се | Не појављује се | Guest           | Не појављује се | Recurring       | Guest           |
| Joncie Elmore         | John Pegg                                                                                      | Не појављује се | Не појављује се | Не појављује се | Recurring       | Не појављује се | Не појављује се |
| Victoria Emslie       | Audrey                                                                                         | Не појављује се | Не појављује се | Не појављује се | Не појављује се | Не појављује се | Recurring       |
| James Faulkner        | Daniel Aldridge, Lord Sinderby                                                                 | Не појављује се | Не појављује се | Не појављује се | Не појављује се | Recurring       | Не појављује се |
| Jason Furnival        | Craig                                                                                          | Не појављује се | Не појављује се | Recurring       | Не појављује се | Не појављује се | Не појављује се |
| Iain Glen             | Sir Richard Carlisle of Morningside                                                            | Не појављује се | Recurring       | Не појављује се | Не појављује се | Не појављује се | Не појављује се |
| Richard E. Grant      | Simon Bricker                                                                                  | Не појављује се | Не појављује се | Не појављује се | Не појављује се | Recurring       | Не појављује се |
| Lionel Guyett         | Taylor                                                                                         | Recurring       | Не појављује се | Не појављује се | Не појављује се | Не појављује се | Не појављује се |
| Harry Hadden-Paton    | Herbert "Bertie" Pelham                                                                        | Не појављује се | Не појављује се | Не појављује се | Не појављује се | Guest           | Recurring       |
| Nigel Harman          | Alex Green                                                                                     | Не појављује се | Не појављује се | Не појављује се | Recurring       | Не појављује се | Не појављује се |
| Karl Haynes           | Dent                                                                                           | Не појављује се | Не појављује се | Recurring       | Не појављује се | Не појављује се | Не појављује се |
| Nicky Henson          | Charles Grigg                                                                                  | Guest           | Не појављује се | Не појављује се | Recurring       | Не појављује се | Не појављује се |
| Clare Higgins         | Mrs. Bartlett                                                                                  | Не појављује се | Не појављује се | Recurring       | Не појављује се | Не појављује се | Не појављује се |
| Louis Hilyer          | Inspector Vyner                                                                                | Не појављује се | Не појављује се | Не појављује се | Не појављује се | Recurring       | Не појављује се |
| Sue Johnston          | Gladys Denker                                                                                  | Не појављује се | Не појављује се | Не појављује се | Не појављује се | Recurring       | Recurring       |
| Patrick Kennedy       | Terence Sampson                                                                                | Не појављује се | Не појављује се | Не појављује се | Recurring       | Не појављује се | Не појављује се |
| Daisy Lewis           | Sarah Bunting                                                                                  | Не појављује се | Не појављује се | Не појављује се | Recurring       | Recurring       | Не појављује се |
| Christine Lohr        | May Bird                                                                                       | Guest           | Guest           | Recurring       | Не појављује се | Не појављује се | Не појављује се |
| Emma Lowndes          | Margie Drewe                                                                                   | Не појављује се | Не појављује се | Не појављује се | Не појављује се | Recurring       | Guest           |
| Cal MacAninch         | Henry Lang                                                                                     | Не појављује се | Recurring       | Не појављује се | Не појављује се | Не појављује се | Не појављује се |
| Christine Mackie      | Daphne Bryant                                                                                  | Не појављује се | Recurring       | Recurring       | Не појављује се | Не појављује се | Не појављује се |
| Shirley MacLaine      | Martha Levinson                                                                                | Не појављује се | Не појављује се | Recurring       | Guest           | Не појављује се | Не појављује се |
| Kevin R. McNally      | Horace Bryant                                                                                  | Не појављује се | Recurring       | Guest           | Не појављује се | Не појављује се | Не појављује се |
| Brendan Patricks      | The Hon Evelyn Napier                                                                          | Recurring       | Не појављује се | Не појављује се | Recurring       | Не појављује се | Guest           |
| Mark Penfold          | Mr. Clarkham                                                                                   | Не појављује се | Не појављује се | Recurring       | Не појављује се | Не појављује се | Не појављује се |
| Daniel Pirrie         | Maj Charles Bryant                                                                             | Не појављује се | Recurring       | Не појављује се | Не појављује се | Не појављује се | Не појављује се |
| Paul Putner           | Mr Skinner                                                                                     | Не појављује се | Не појављује се | Не појављује се | Не појављује се | Не појављује се | Recurring       |
| Douglas Reith         | Richard "Dickie" Grey, Baron Merton                                                            | Не појављује се | Не појављује се | Guest           | Recurring       | Recurring       | Recurring       |
| Jake Rowley           | Paparazzo                                                                                      | Не појављује се | Не појављује се | Не појављује се | Не појављује се | Не појављује се | Recurring       |
| Christopher Rozycki   | Count Nikolai Rostov                                                                           | Не појављује се | Не појављује се | Не појављује се | Не појављује се | Recurring       | Не појављује се |
| Andrew Scarborough    | Timothy "Tim" Drewe                                                                            | Не појављује се | Не појављује се | Не појављује се | Recurring       | Recurring       | Guest           |
| Lucille Sharp         | Miss Reed                                                                                      | Не појављује се | Не појављује се | Recurring       | Не појављује се | Не појављује се | Не појављује се |
| Helen Sheals          | Mrs. Wigan, the Postmistress                                                                   | Recurring       | Не појављује се | Не појављује се | Guest           | Recurring       | Не појављује се |
| Rade Sherbedgia       | Prince Igor Kuragin                                                                            | Не појављује се | Не појављује се | Не појављује се | Не појављује се | Recurring       | Не појављује се |
| Ged Simmons           | Turner                                                                                         | Не појављује се | Не појављује се | Recurring       | Не појављује се | Не појављује се | Не појављује се |
| Phoebe Sparrow        | Amelia Cruikshank (becomes "Amelia Grey" near the end of Series 6)                             | Не појављује се | Не појављује се | Не појављује се | Не појављује се | Не појављује се | Recurring       |
| Hayley Jayne Standing | Lucy                                                                                           | Не појављује се | Не појављује се | Не појављује се | Не појављује се | Не појављује се | Recurring       |
| Catherine Steadman    | The Hon Mabel Lane Fox (becomes "Mabel Foyle, Viscountess Gillingham" after her final episode) | Не појављује се | Не појављује се | Не појављује се | Не појављује се | Recurring       | Не појављује се |
| Jeremy Swift          | Septimus Spratt                                                                                | Не појављује се | Не појављује се | Не појављује се | Recurring       | Recurring       | Recurring       |
| Richard Teverson      | Dr Ryder                                                                                       | Не појављује се | Не појављује се | Guest           | Не појављује се | Не појављује се | Recurring       |
| Stephen Ventura       | Davis                                                                                          | Не појављује се | Recurring       | Не појављује се | Не појављује се | Не појављује се | Не појављује се |
| Harriet Walter        | Prudence, Dowager Lady Shackleton                                                              | Не појављује се | Не појављује се | Не појављује се | Guest           | Guest           | Recurring       |
| Howard Ward           | Sergeant Willis                                                                                | Не појављује се | Не појављује се | Не појављује се | Не појављује се | Recurring       | Recurring       |
| Andrew Westfield      | Mr Lynch                                                                                       | Recurring       | Не појављује се | Не појављује се | Не појављује се | Не појављује се | Не појављује се |

### Гостујуће улоге
| Actor                 | Character                                 | Position                                                          | Appearances                                |
| --------------------- | ----------------------------------------- | ----------------------------------------------------------------- | ------------------------------------------ |
| Charlie Cox           | Philip, The Duke of Crowborough           | Suitor of Lady Mary; lover of Thomas Barrow                       | Series 1                                   |
| Bill Fellows          | Joe Burns                                 | Mrs Hughes's former suitor                                        | Series 1                                   |
| Bernard Gallagher     | William "Bill" Molesley                   | Joseph Molesley's father                                          | Series 1, Series 3–4                       |
| Theo James            | Kemal Pamuk                               | Ottoman (Turkish) Embassy attaché                                 | Series 1                                   |
| Sean McKenzie         | Mr. Bromidge                              | Owner of a telephone fitting company                              | Series 1                                   |
| Fergus O'Donnell      | John Drake                                | Farmer on the Grantham estate                                     | Series 1–2                                 |
| Cathy Sara            | Mrs Drake                                 | Wife of John Drake                                                | Series 1–2                                 |
| Jane Wenham           | Mrs. Bates                                | Mother of John Bates                                              | Series 1                                   |
| Jeremy Clyde          | General Robertson                         | Army general                                                      | Series 2                                   |
| Tom Feary-Campbell    | Captain Smiley                            | Army captain                                                      | Series 2                                   |
| Lachlan Nieboer       | Lt Edward Courtenay                       | Wounded officer                                                   | Series 2                                   |
| Peter McNeil O'Connor | Sergeant Stevens                          | Army sergeant                                                     | Series 2                                   |
| Julian Wadham         | Sir Herbert Strutt                        | Army general                                                      | Series 2                                   |
| Trevor White          | Maj Patrick Gordon                        | Wounded officer who claims to be heir presumptive Patrick Crawley | Series 2                                   |
| Nigel Havers          | Lord Hepworth                             | Suitor of Lady Rosamund                                           | Christmas Special 2011                     |
| Sharon Small          | Marigold Shore                            | Lady Rosamund's maid                                              | Christmas Special 2011                     |
| Charlie Anson         | The Hon Larry Grey                        | Lord Merton's elder son                                           | Series 3, Series 5, 2015 Christmas Special |
| Edward Baker-Duly     | Terence Margadale                         | Rose's adulterous lover                                           | Series 3                                   |
| Ruairi Conaghan       | Kieran Branson                            | Tom's brother                                                     | Series 3                                   |
| Sarah Crowden         | Lady Manville                             | One of the local gentry near Downton                              | Series 3, Series 5                         |
| Terence Harvey        | Jarvis                                    | Manager of Downton Abbey                                          | Series 3                                   |
| Emma Keele            | Mavis                                     | Prostitute                                                        | Series 3                                   |
| Edmund Kente          | Mead                                      | Lady Rosamund's butler                                            | Series 3                                   |
| Tim Pigott-Smith      | Sir Philip Tapsell                        | London obstetrician and gynaecologist                             | Series 3                                   |
| Tony Turner           | Inspector Stanford                        | York Police inspector                                             | Series 3                                   |
| John Voce             | Photographer                              | photographer                                                      | Series 3, Series 6                         |
| Kenneth Bryans        | Nield                                     | Duneagle Castle gamekeeper                                        | Christmas Special 2012                     |
| Ron Donachie          | McCree                                    | Lord Flintshire's butler                                          | Christmas Special 2012                     |
| John Henshaw          | Jos Tufton                                | Grocer and Mrs Patmore's suitor                                   | Christmas Special 2012                     |
| Simone Lahbib         | Wilkins                                   | Lady Flintshire's maid                                            | Christmas Special 2012                     |
| Phoebe Nicholls       | Susan MacClare, Marchioness of Flintshire | Lord Flintshire's wife                                            | Christmas Special 2012, Series 5           |
| Yves Aubert           | Arsene Avignon                            | Chef at the Ritz                                                  | Series 4                                   |
| Di Botcher            | Nanny West                                | Nanny                                                             | Series 4                                   |
| Christina Carty       | Virginia Woolf                            | Writer                                                            | Series 4                                   |
| Stephen Critchlow     | John Ward                                 | Liberal MP                                                        | Series 4                                   |
| Jonathan Howard       | Sam Thawley                               | Local gardener                                                    | Series 4                                   |
| Kiri Te Kanawa        | Nellie Melba                              | Opera singer                                                      | Series 4                                   |
| Michael Benz          | Ethan Slade                               | Harold Levinson's valet                                           | Christmas Special 2013                     |
| Alastair Bruce        | Lord Chamberlain                          | Chamberlain to the King                                           | Christmas Special 2013                     |
| Valerie Dane          | Queen Mary                                | Queen Consort to George V                                         | Christmas Special 2013                     |
| Oliver Dimsdale       | Prince of Wales                           | Heir to the British throne                                        | Christmas Special 2013                     |
| Poppy Drayton         | The Hon Madeleine Allsopp                 | Rose's friend                                                     | Christmas Special 2013                     |
| James Fox             | William "Billy" Allsopp, Baron Aysgarth   | Madeleine's father                                                | Christmas Special 2013                     |
| Paul Giamatti         | Harold Levinson                           | Cora's brother                                                    | Christmas Special 2013                     |
| Janet Montgomery      | Freda Dudley Ward                         | Mistress of the Prince of Wales                                   | Christmas Special 2013                     |
| Jonathan Townsend     | Duke of York                              | Younger brother to the Prince of Wales                            | Christmas Special 2013                     |
| Guy Williams          | George V                                  | King of the United Kingdom, Emperor of India                      | Christmas Special 2013                     |
| Dean Ashton           | Evans                                     | Tombstone maker                                                   | Series 5                                   |
| Devon Black           | Receptionist                              | receptionist                                                      | Series 5–6                                 |
| Louise Calf           | Kitty Colthurst                           | Friend of the Crawleys                                            | Series 5                                   |
| Anna Chancellor       | Dowager Lady Anstruther, née Mountevans   | James Kent's former employer                                      | Series 5                                   |
| Ed Cooper Clarke      | The Hon Timothy "Tim" Grey                | Lord Merton's younger son                                         | Series 5                                   |
| Jon Glover            | George V (voice)                          | King of the United Kingdom, Emperor of India                      | Series 5                                   |
| Darren Machin         | Basil Shute                               | Owner of the Velvet Violin club                                   | Series 5                                   |
| Naomi Radcliffe       | Mrs. Elcot                                | Local villager and widowed by the War                             | Series 5                                   |
| Alun Armstrong        | Stowell                                   | Lord Sinderby's butler                                            | Christmas Special 2014                     |
| Jane Lapotaire        | Princess Irina Kuragin                    | Prince Kuragin's wife                                             | Christmas Special 2014                     |
| Alice Patten          | Diana Clark                               | Lord Sinderby's mistress                                          | Christmas Special 2014                     |
| Rick Bacon            | Mr. Henderson                             | Owner of Mallerton Hall                                           | Series 6                                   |
| Philip Battley        | John Harding                              | Gwen's husband                                                    | Series 6                                   |
| Nichola Burley        | Rita Bevan                                | Lady Mary's blackmailer                                           | Series 6                                   |
| Trevor Cooper         | Mr. Moore                                 | Butler at Rothwell Manor                                          | Series 6                                   |
| Rupert Frazer         | Neville Chamberlain                       | Politician                                                        | Series 6                                   |
| Charlotte Hamblin     | Lady Anne Acland                          | Dinner guest of Evelyn Napier's at Criterion restaurant           | Series 6                                   |
| Christos Lawton       | Billy                                     | Talbot and Rogers' race team crew member                          | Series 6                                   |
| Adrian Lukis          | Sir John Darnley                          | Crawley family friend                                             | Series 6                                   |
| Mark Morrell          | Mr. Fairclough                            | Farmer on the Grantham estate                                     | Series 6                                   |
| Ronald Pickup         | Sir Michael Reresby                       | Estate owner                                                      | Series 6                                   |
| Martin Walsh          | Mr. Finch                                 | Fat Stock Show agent                                              | Series 6                                   |
| James Greene          | Sir Mark Stiles                           | Temporary employer of Barrow                                      | 2015 Christmas Special                     |
| Patricia Hodge        | Mirada Pelham                             | Bertie Pelham's mother                                            | 2015 Christmas Special                     |